# سو سیتی (نبراسکا)
سو سیتی(به انگلیسی: South Sioux City) شهری در ایالت نبراسکا کشور ایالات متحده آمریکا است که جمعیت آن در سرشماری سال ۲۰۱۰ میلادی، ۱۳٬۳۵۳ نفر داشت.